# Дорноговь
Східно-Гобійський (Дорноговь) аймак (монг. Дорноговь аймаг) — аймак у південній частині Монголії. Центр — місто Сайншанд розташований на відстані 456 км від Улан-Батора. Аймак було утворено у 1931 році, він складається з 14 сомонів. Аймак має 600-км кордон з Китаєм.

## Клімат
На території аймаку майже 400 озер які пересихають у посушливу пору року. Клімат різкоконтинентальний, середня температура січня мінус 24 градуси С, липня +21С, щорічна норма опадів 150 мм. Протягом року до 40 днів із сніжною заметіллю.

## Корисні копалини
Родовища плавикового шпату, кольорових та рідкісних металів, горючів сланців.

## Тваринний світ
Водяться джейрани, вовки, лисиці, рисі, дикі барани.

## Адміністративно-територіальний поділ
| №п/п | сомон         | 'Площа тис км кв | Населення | Центр        |
| 1    | Айраг         | 7,4              | 3200      | Цагаандоролж |
| 2    | Алтанширее    | 7,26             | 1800      | Чандмань     |
| 3    | Даланжаргалан | 4,046            | 2100      | Цомог        |
| 4    | Делгерех      | 4,858            | 2000      | Хонгор       |
| 5    | Іххет         | 4,1              | 3200      | Баян         |
| 6    | Мандах        | 12,3             | 1900      | Тухум        |
| 7    | Сайхандулуаан | 9,5              | 1400      | Ульзийт-от   |
| 8    | Ургун         | 8,7              | 2000      | Сенж         |
| 9    | Улаанбадрах   | 11,9             | 1900      | Нуден        |
| 10   | Хатанбулаг    | 18               | 3500      | Ергел        |
| 11   | Хубсугул      | 8,4              | 1800      | Хубсугул     |
| 12   | Ердене        | 9,4              | 2700      | Улаан-уул    |

## Промисловість, сільське господарство
1940 року в Східному Гобі біля міста Дзунбаян було знайдено родовище нафти, між 1947 та 1963 рр було відкрито ще два невеликих родовища. 1950 року в Дзунбаяні було збудовано нафтопереробний завод потужністю 0,4 млн барелів на рік. Однак внаслідок ряду факторів видобуток нафти у Монголії припинився у 1969 році.
- Родовища кам’яного вугілля «Алагтогоо»
- Родовище цеоліту «Цагаан цав» у сомоні Сайхандулаан на відстані 540 км. від Улан-Батора. Загальні запаси цеоліту – 179 млн тонн
- Родовище рідкісноземельних елементів «Лугийн гол» на території сомону Хатанбулаг. Запаси оцінюються в 12 тис. тонн. Загальні запаси родовищ «Лугийн гол», «Мушгіа худаг», «Хотгор», «Халзан бургедей», їх запаси складають 6,6 млн тонн. У 2005-2009 рр розвідка родовища «Лугийн гол» встановлено вміст руд рідких елементів у 500 тис. тонн і 13,5 тис. тонн оксиду ренію. Також у ньому є великі запаси лантану, церію, празеодиму, неодиму, самарія, європія, гадолінія.
- Родовище «Хонгор» містить запаси плавикового шпату, розташовано в сомоні Даланжаргал.

## Транспорт
Основна транспортна магістраль — трансмонгольська залізниця, яка з'єднує Улан-Батор з Пекіном. Залізнична станців Сайншанд — велика залізнична станція на трансмонгольскій магістралі на відстані 470 км від Улан-Батора.
Залізнична гілка від Сайншанду до міста Дзунбаян довжиною 50 км на південний захід, по ній здійснюється місцеве пасажирське сполучення.
Паралельно до залізниці проходять численні ґрунтові дороги які ведуть до кордону з Китаєм. Декілька років будувалась асфальтова траса від Чойра до Замин Ууд яка восени 2013 року вона мала бути здана в експлуатацію.

## Пам’ятки
- Музей Данзанравжаа заснований у 1991 році в пам’ять про монгольського просвітника Данзанравжаа який помер 1856 року. Музей розташовано в місті Сайншанді.
- Дашчоілон Хурал Хийд – монастир відкритий у 1991 році у північній частині Сайшанду.
- Чорні гори – гірський масив Тушилге (у російськомовному варіанті Чорні гории) у 20 км на південний захід від Сайншанду. Там було знайдено кості викопних доісторичних родовищ.
- Буддійський монастир Хамар поруч із Сайшандом заснований у 1820 році. На північ від монастиря знаходяться печери де монахи практикували йогу та медитацію усамітнюючись від світського життя на 108 днів.
- У кількох кілометрах від монастиря знаходиться один з Енергетичних центрів планети, який став місцем паломництва не лише для буддистів, а й для туристів зі всього світу. Тут 150 млн років тому відбулось виверження вулкану і досі там знаходять цінні палеонтологічні знахідки динозаврів, яйця та їх сліди, окам’янілий ліс.
- Печера Цагаан делийн агуй на території сомону Айраг. Вхід в неї утворився внаслідок вибухових робіт в кар’єрі з видобутку флюориту Печера складається з головних 4 коридорів та 2 зали. Площа понад 53 тисячі метрів квадратних
- Халзан Уул – область в якій розташовані гарячі джерела на відстані 50 км від Чойру. Інше джерело Бургасан Амні Рашаан у декількох кілометрах на південь.
- Метеоритний кратер Табун-Хара-Обо у 100 км на південний схід від міста Сайншанд. Діаметр 1,3 км, вік 150 150 ± 20 млн років (Юрський період).
- Борхойн тал – степ на захід від залізничної станції Замин Ууд на території сомону Ердене, площа 600 км кВ. Посеред степу розташовані піски Борхойн елс.